# Орден Добродетели (Египет)
Орден Добродетели (араб. قلادة كمال العظمى‎), женский орден Египта, предназначенный для награждения женщин за заслуги перед государством, а на практике для вручения женам наиболее выдающихся мужчин.

## История
Орден был основан в 1915 году султаном Хусейном Камилем. В 1923 году была произведена реформа ордена. После свержения монархии в 1952 году орден был восстановлен в Республике Египет в 1953 году.

## Степени
- Специальный класс — вручается королевам, супругам глав государств и дамам королевской крови.
- 1 класс — вручается женщинам-главам правительств, супругам глав правительств.
- 2 класс — вручается женщинам-послам, супругам послов.
- 3 класс — вручается супругам дипломатов и атташе.

| Орденские планки | Орденские планки | Орденские планки | Орденские планки  |
| ---------------- | ---------------- | ---------------- | ----------------- |
| 3 класс          | 2 класс          | 1 класс          | Специальный класс |

## Описание
Знак ордена специального класса — пятиконечная звезда с лилиеобразными лучами голубой эмали, инкрустированными рубинами на концах. Между лучами орнаментальные вставки, украшенные рубинами. В центре медальон белой эмали с арабской надписью золотом. Знак при помощи переходного звена в виде государственного герба (в королевский период — короны) крепится к чрезплечной ленте.
Звезда ордена специального класса — филигранная пятиконечная звезда, лучи которой состоят из тонкого золотого орнамента с вставленными рубинами и бирюзой. На кончиках звезды в орнамент вставлен аметист. Между лучами лилиеобразные штралы голубой эмали с рубином на конце. В центре медальон белой эмали с арабской надпись золотом.
Знак и звезда ордена 1 класса схожи со специальным классом, но имеют меньшее количество драгоценных камней.
Знак ордена 2 и 3 класса меньшего размера и носится на нагрудной орденской ленте с розеткой и без оной соответственно классу.
Лента ордена светло-серого цвета с золотыми полосками по краям; известна красная лента с золотыми полосками по краям.